# Den livsfarliga bilen
Den livsfarliga bilen (Unsafe at Any Speed) är en bok av Ralph Nader som utkom i original 1965 och översattes till svenska 1967. Den handlar om den amerikanska bilindustrin och bristerna i säkerheten hos deras bilar, bland annat tas bristen på standardisering bland automatlådor upp, då olika tillverkare hade olika växellägen på sina automatlådor, denna skillnad gjorde att förare orsakade olyckor då de lade i fel växel när de bytte bilmärke. Även bilindustrins motstånd emot säkerhetsbälten tas upp i boken, dessutom så kritiserade han enstaka bilmodeller för deras bristande vägegenskaper. 
Detta blev hans genombrott som författare och boken blev väldigt omdebatterad i USA, speciellt då General Motors försökte smutskasta honom, vilket ledde till att han stämde dem och blev tilldelad pengar.